# Высокоселище
Высокоселище — село в Суражском районе Брянской области в составе Нивнянского сельского поселения.

## География
Находится в северо-западной части Брянской области на расстоянии приблизительно 14 км на северо-восток по прямой от районного центра города Сураж.

## История
Основано в 1719 году как владение Алексея Есимонтовского. До 1781 года входило в Мглинскую сотню Стародубского полка. В 1820-х годах в селе был устроен сахарный и винокуренный заводы. В середине XX века работал колхоз «Мировой Октябрь». Имеется деревянная Покровская церковь (построена в 1761 году, перестроена в 1822). В 1859 году здесь (село Суражского уезда Черниговской губернии) учтено было 103 двора, в 1892—200.

## Население
Численность населения: 787 человек (1859 год), 1316 (1892), 414 человека (русские 99 %) в 2002 году, 315 в 2010.